# Campeonato Europeo de Remo de 1933
El XXXIV Campeonato Europeo de Remo se celebró en Budapest (Hungría) en 1933 bajo la organización de la Federación Internacional de Sociedades de Remo (FISA).
En total se disputaron siete pruebas diferentes, todas ellas en la categoría masculina.

## Medallero
| Núm. | País           | Oro | Plata | Bronce | Total |
| ---- | -------------- | --- | ----- | ------ | ----- |
| 1    | Hungría        | 3   | 1     | 2      | 6     |
| 2    | Italia         | 1   | 2     | 1      | 4     |
| 3    | Polonia        | 1   | 1     | 0      | 2     |
| 4    | Francia        | 1   | 0     | 1      | 2     |
| 5    | Dinamarca      | 1   | 0     | 0      | 1     |
| 6    | Suiza          | 0   | 2     | 0      | 2     |
| 7    | Países Bajos   | 0   | 1     | 1      | 2     |
| 8    | Checoslovaquia | 0   | 0     | 1      | 1     |
| 8    | Yugoslavia     | 0   | 0     | 1      | 1     |
|      | TOTAL          | 7   | 7     | 7      | 21    |